# Алиева, Ненегюль Шакер кызы
Ненегюль Шакер кызы Алиева (азерб. Nənəgül Şəkər qızı Əliyeva; дата рождения неизвестна) — советская азербайджанская доярка, лауреат премии Ленинского комсомола (1982).

## Биография
Родилась в пгт Говсаны Бакинского городского совета Азербайджанской ССР.
По окончании средней школы начала трудовую деятельность дояркой Говсанского молочно-овощного совхоза Апшеронского района республики.
Достигла высоких результатов при выполнении планов по продаже сельскохозяйственной продукции одиннадцатой пятилетки (1981—1985). Обучаясь у опытной доярки Махмузар Курбановой, освоила секреты получения высоких надоев, применяла передовую зоотехническую практику. Сперва ухаживала за 15 коровами, с 1980 года — уже за 20. В 1981 году получила от каждой из животных 5008 килограмм молока, в 1982 году — 4370 килограмм вместо плановых 2708 кг. За показанные высокие результаты в социалистическом соревновании в 1982 году удостоена премии Ленинского комсомола.
Активно участвовала в общественно-политической жизни предприятия и района, с 1981 года состояла в КПСС.